# Invasion de Waddan
L'invasion de Waddan (Août 623) (arabe غزوة الأبواء ) est la première expédition menée par le prophète Mahomet. Elle s'est déroulée sans combat.

## Histoire
Au mois de safar de la deuxième année après l'hégire, Mahomet organise une expédition en vue de récupérer les biens des Muhajirun, chassés de la Mecque. [réf. nécessaire]
Sa stratégie était d'intercepter les caravanes de commerce qui faisaient la route entre Damas et la Mecque. Arrivé à la place nommée Widdan 23° 20′ 20″ N, 39° 12′ 45″ E, il rencontra le chef de la tribu Banu Dhamra avec lequel il a signé un traité de non-agression mutuel,.